# Robert Tasso
Robert Tasso (18 de diciembre de 1989) es un futbolista vanuatuense que juega como delantero en el Spirit 08.

## Carrera
Debutó en 2011 en el Spirit 08 y desde entonces juega en dicho club.

### Clubes
| Club      | País    | Año               |
| --------- | ------- | ----------------- |
| Spirit 08 | Vanuatu | 2011 - actualidad |

### Selección nacional
Con la selección Sub-23 de Vanuatu disputó el Torneo Preolímpico de la OFC 2012, en el que jugó 5 partidos y marcó 4 goles. En la selección mayor jugó 4 encuentros, en los que hizo 2 tantos.